# サークルクラッシャー
サークルクラッシャーとはサークル、同好会、部活動などのグループにおいて、内部の人間関係を崩壊させる（クラッシュ）メンバーのことを指す俗語である。
大学のサークルや同好会、職場などといった狭いコミュニティ（Discord等）で、グループ内の人間関係を悪化させ、サークル自体の崩壊を招くようなメンバーのことである。
狭義的には（元来の意味としては）、グループ内で複数の色恋沙汰を起こす女性メンバーのことを指す場合が多い。
広義的には（近年に定着してきた解釈としては）、「自己中心」「他人の悪口を言うことが多い」など、恋愛問題に限定していない何らかの要因で（「サークル」「同好会」「部活動」に限らず）あらゆる社会コミュニティ全般内の人間関係を悪化させるメンバーのことを指す。

## 関連する人物
オノ・ヨーコは、実際には無関係とされるが、ビートルズの解散の原因とされた。このことから、サークルクラッシャーしている様子を指して、英語圏では『yoko ono-ing』という表現も見られる。